# WISC (компьютер)
Висконсинский интегрально синхронизированный компьютер (англ. Wisconsin Integrally Synchronized Computer или сокращенно WISC) — ранний цифровой компьютер, разработанный и построенный в Висконсинском университете. Вступил в строй в 1954 году и стал первым цифровым компьютером в штате Висконсин.
Пионер компьютерной техники Джин Амдал представил проект компьютера WISC в своей докторской диссертации. Компьютер строился в период с 1951 по 1954 годы. Компьютер хранил 1024 55-битных слова (примерно 7 Кб) на магнитном барабане. Инструкции исполнялись со скоростью 60 инструкций в секунду благодаря ранней форме командного конвейера. Компьютер мог производить вычисления как с целыми, так и с вещественными числами.